# Lista filmelor suedeze propuse la Oscar pentru cel mai bun film străin

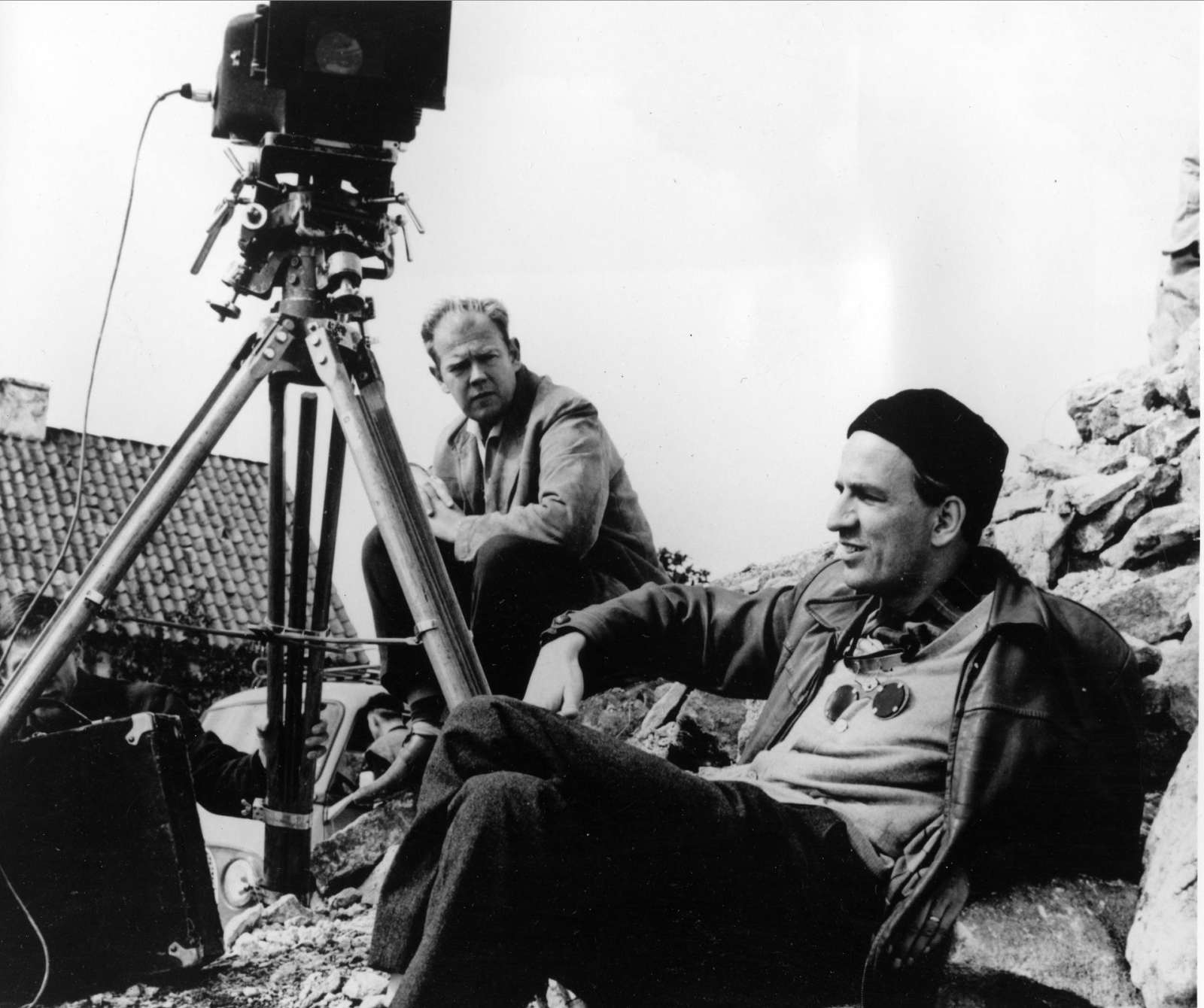
Ingmar Bergman în timpul producției filmului Through a Glass Darkly, câștigător al Oscarului pentru cel mai bun film străin.

Propunerile Suediei la Premiul Oscar pentru cel mai bun film străin sunt difuzate anual de către reprezentanții juriului Guldbagge Award.
Suedia a propus filme Academiei pentru cel mai bun film străin de la inaugurarea premiului, din 1956. Suedia este a patra țară după numărul de nominalizări primite (16), după Franța, Italia și Spania, în timp ce după numărul premiilor obținute (3) este pe locul al cincilea, după Italia, Franța, Spania și Japonia.
14 filme suedeze au fost nominalizate pentru Cel mai bun film străin: The Virgin Spring (1960), Through a Glass Darkly (1961), Raven's End (1964), Dear John (1965), Ådalen '31 (1969), The Emigrants (1971), The New Land (1972), Flight of the Eagle (1982), Fanny and Alexander (1983), The Ox (1991), All Things Fair (1995), Under the Sun (1999), Evil (2003) și As It Is in Heaven (2004). Trei dintre acestea au câștigat Oscarul: The Virgin Spring (1960), Through a Glass Darkly (1961) și Fanny and Alexander (1983). Cele trei filme câștigătoare au fost regizate de Ingmar Bergman, care a reprezentat Suedia la Premiile Oscar de opt ori. Pelicula sa, Scenes from a Marriage, a fost descalificată deoarece a fost difuzat anterior la televiziunea suedeză. Potrivit lui Robert Osborne, Suedia nu a făcut nici o propunere în 1975 ca un protest. printre alți regizori proeminenți se includ  Bo Widerberg și Jan Troell, ambii cu câte trei filme nominalizate. Câștigătorul din 1988, Pelle the Conqueror, a fost o coproducție suedezo-daneză, însă a fost propus de Danemarca. În 2002 au existat controverse legate de filmul suedez propus, Lilja 4-ever, care a avut mare parte din dialoguri în limba rusă și nu în suedeză. Eventually it was accepted as eligible, but did not receive a nomination.

## Listă filme
| An (Ceremonie)    | Titlul filmului folosit la nominalizare          | Titlul original                                      | Regizor              | Rezultat      |
| ----------------- | ------------------------------------------------ | ---------------------------------------------------- | -------------------- | ------------- |
| 1956 (Ediția 29)  | The Staffan Stolle Story                         | Ratataa                                              | Hasse Ekman          | Nenominalizat |
| 1957 (Ediția 30)  | The Seventh Seal                                 | Det sjunde inseglet                                  | Ingmar Bergman       | Nenominalizat |
| 1958 ( Ediția 31) | The Magician                                     | Ansiktet                                             | Ingmar Bergman       | Nenominalizat |
| 1960 ( Ediția 33) | The Virgin Spring                                | Jungfrukällan                                        | Ingmar Bergman       | Oscar         |
| 1961 ( Ediția 34) | Through a Glass Darkly                           | Såsom i en spegel                                    | Ingmar Bergman       | Oscar         |
| 1962 ( Ediția 35) | The Mistress                                     | Älskarinnan                                          | Vilgot Sjöman        | Nenominalizat |
| 1963 ( Ediția 36) | The Silence                                      | Tystnaden                                            | Ingmar Bergman       | Nenominalizat |
| 1964 ( Ediția 37) | Raven's End                                      | Kvarteret Korpen                                     | Bo Widerberg         | Nominalizat   |
| 1965 ( Ediția 38) | Dear John                                        | Käre John                                            | Lars-Magnus Lindgren | Nominalizat   |
| 1966 ( Ediția 39) | Persona                                          | Persona                                              | Ingmar Bergman       | Nenominalizat |
| 1967 ( Ediția 40) | Here's Your Life                                 | Här har du ditt liv                                  | Jan Troell           | Nenominalizat |
| 1968 ( Ediția 41) | Shame                                            | Skammen                                              | Ingmar Bergman       | Nenominalizat |
| 1969 ( Ediția 42) | Ådalen 31                                        | Ådalen 31                                            | Bo Widerberg         | Nominalizat   |
| 1970 ( Ediția 43) | A Swedish Love Story                             | En kärlekshistoria                                   | Roy Andersson        | Nenominalizat |
| 1971 ( Ediția 44) | The Emigrants                                    | Utvandrarna                                          | Jan Troell           | Nominalizat   |
| 1972 ( Ediția 45) | The New Land                                     | Nybyggarna                                           | Jan Troell           | Nominalizat   |
| 1976 ( Ediția 49) | City of My Dreams                                | Mina drömmars stad                                   | Ingvar Skogsberg     | Nenominalizat |
| 1977 ( Ediția 50) | The Man on the Roof                              | Mannen på taket                                      | Bo Widerberg         | Nenominalizat |
| 1979 ( Ediția 52) | A Respectable Life                               | Ett anständigt liv                                   | Stefan Jarl          | Nenominalizat |
| 1980 ( Ediția 53) | Herr Puntila and His Servant Matti               | Herr Puntila och hans dräng Matti                    | Ralf Långbacka       | Nenominalizat |
| 1981 ( Ediția 54) | Children's Island                                | Barnens ö                                            | Kay Pollak           | Nenominalizat |
| 1982 ( Ediția 55) | Flight of the Eagle                              | Ingenjör Andrées luftfärd                            | Jan Troell           | Nominalizat   |
| 1983 ( Ediția 56) | Fanny and Alexander                              | Fanny och Alexander                                  | Ingmar Bergman       | Oscar         |
| 1984 ( Ediția 57) | Åke and His World                                | Åke och hans värld                                   | Allan Edwall         | Nenominalizat |
| 1985 ( Ediția 58) | Ronia, the Robber's Daughter                     | Ronja Rövardotter                                    | Tage Danielsson      | Nenominalizat |
| 1986 ( Ediția 59) | The Sacrifice                                    | Offret                                               | Andrei Tarkovsky     | Nenominalizat |
| 1987 ( Ediția 60) | Hip Hip Hurrah!                                  | Hip Hip Hurra!                                       | Kjell Grede          | Nenominalizat |
| 1989 ( Ediția 62) | The Women on the Roof                            | Kvinnorna på taket                                   | Carl-Gustav Nykvist  | Nenominalizat |
| 1990 ( Ediția 63) | Good Evening, Mr. Wallenberg                     | God afton, Herr Wallenberg                           | Kjell Grede          | Nenominalizat |
| 1991 ( Ediția 64) | The Ox                                           | Oxen                                                 | Sven Nykvist         | Nominalizat   |
| 1992 ( Ediția 65) | House of Angels                                  | Änglagård                                            | Colin Nutley         | Nenominalizat |
| 1993 ( Ediția 66) | The Slingshot                                    | Kådisbellan                                          | Åke Sandgren         | Nenominalizat |
| 1994 ( Ediția 67) | The Last Dance                                   | Sista dansen                                         | Colin Nutley         | Nenominalizat |
| 1995 ( Ediția 68) | All Things Fair                                  | Lust och fägring stor                                | Bo Widerberg         | Nominalizat   |
| 1996 ( Ediția 69) | Jerusalem                                        | Jerusalem                                            | Bille August         | Nenominalizat |
| 1997 ( Ediția 70) | Tic Tac                                          | Tic Tac                                              | Daniel Alfredson     | Nenominalizat |
| 1998 ( Ediția 71) | Show Me Love                                     | Fucking Åmål                                         | Lukas Moodysson      | Nenominalizat |
| 1999 ( Ediția 72) | Under the Sun                                    | Under solen                                          | Colin Nutley         | Nominalizat   |
| 2000 ( Ediția 73) | Songs from the Second Floor                      | Sånger från andra våningen                           | Roy Andersson        | Nenominalizat |
| 2001 ( Ediția 74) | Jalla! Jalla!                                    | Jalla! Jalla!                                        | Josef Fares          | Nenominalizat |
| 2002 ( Ediția 75) | Lilya 4-ever                                     | Lilja 4-ever                                         | Lukas Moodysson      | Nenominalizat |
| 2003 ( Ediția 76) | Evil                                             | Ondskan                                              | Mikael Håfström      | Nominalizat   |
| 2004 ( Ediția 77) | As It Is in Heaven                               | Så som i himmelen                                    | Kay Pollak           | Nominalizat   |
| 2005 ( Ediția 78) | Zozo                                             | Zozo                                                 | Josef Fares          | Nenominalizat |
| 2006 ( Ediția 79) | Falkenberg Farewell                              | Farväl Falkenberg                                    | Jesper Ganslandt     | Nenominalizat |
| 2007 ( Ediția 80) | You, the Living                                  | Du levande                                           | Roy Andersson        | Nenominalizat |
| 2008 ( Ediția 81) | Everlasting Moments                              | Maria Larssons eviga ögonblick                       | Jan Troell           | Lista scurtă  |
| 2009 ( Ediția 82) | Involuntary                                      | De ofrivilliga                                       | Ruben Östlund        | Nenominalizat |
| 2010 ( Ediția 83) | Simple Simon                                     | I rymden finns inga känslor                          | Andreas Öhman        | Lista scurtă  |
| 2011 ( Ediția 84) | Beyond                                           | Svinalängorna                                        | Pernilla August      | Nenominalizat |
| 2012 ( Ediția 85) | The Hypnotist                                    | Hypnotisören                                         | Lasse Hallström      | Nenominalizat |
| 2013 ( Ediția 86) | Eat Sleep Die                                    | Äta sova dö                                          | Gabriela Pichler     | Nenominalizat |
| 2014 ( Ediția 87) | Force Majeure                                    | Turist                                               | Ruben Östlund        | Lista scurtă  |
| 2015 ( Ediția 88) | A Pigeon Sat on a Branch Reflecting on Existence | En duva satt på en gren och funderade över tillvaron | Roy Andersson        | Nenominalizat |
| 2016 ( Ediția 89) | A Man Called Ove                                 | En man som heter Ove                                 | Hannes Holm          | Nominalizat   |
| 2017 (Ediția 90)  | The Square                                       | The Square                                           | Ruben Östlund        | Nominalizat   |
| 2018 (Ediția 91)  | Border                                           | Gräns                                                | Ali Abbasi           | Nenominalizat |
| 2019 (Ediția 92)  | And Then We Danced                               | And Then We Danced                                   | Levan Akin           | Nenominalizat |
| 2020 (Ediția 93)  | Charter                                          | Charter                                              | Amanda Kernell       | Nenominalizat |
| 2021 (94th)       | Tigers                                           | Tigrar                                               | Ronnie Sandahl       | Nenominalizat |